# 蘇格蘭足球協會
蘇格蘭足球總會（Scottish Football Association，簡稱SFA）成立於1873年3月13日，是僅次於英格蘭足球總會之後世界第二個國家足球協會，是負責蘇格蘭足球運動的法定機構。與其他英國本土足球協會（英格蘭、北愛爾蘭及威爾斯）及組成國際足球協會理事會（International Football Association Board，簡稱IFAB）負責編制足球比賽新規章或修改現有規則。蘇格蘭足球總會同時負責蘇格蘭足球代表隊的營運工作。
蘇格蘭足總是（FIFA）及（UEFA）的正式會員。
蘇格蘭足總亦主辦蘇格蘭杯，每年一度的淘汰制足球競賽，12支蘇超及30支聯賽球隊（包括甲、乙及丙組）自動入圍，而8支“非聯賽”球隊需經外圍賽才可晉級第一圈主淘汰賽，決賽通常在每年的五月舉行。
雖然蘇格蘭足總並不牽涉在蘇超及聯賽的日常營運，但蘇格蘭足總負責派遣球證在比賽中執法。
蘇格蘭足總核下有六個附屬足球協會：
- 蘇格蘭業餘足球協會（Scottish Amateur Football Association）
- 蘇格蘭少年足球協會（Scottish Junior Football Association）
- 蘇格蘭學界足球協會（Scottish Schools Football Association）
- 蘇格蘭福利足球協會（Scottish Welfare Football Association）
- 蘇格蘭女子足球協會（Scottish Women's Football Association）
- 蘇格蘭青年足球協會（Scottish Youth Football Association）

蘇格蘭足協位於格拉斯哥的咸普頓公園球場（Hampden Park），蘇格蘭足球博物館亦一同位於上址。

盾牌

## 外部連結
- 蘇格蘭足球總會官方網站
- 蘇格蘭足球博物館 （页面存档备份，存于）